# Eupanacra harmani
Eupanacra harmani là một loài bướm đêm thuộc họ Sphingidae. Nó được tìm thấy ở Sulawesi.
Nó giống với Eupanacra regularis regularis. Màu nền là nâu hơi xám.